# یانگ وی (بدمینتون‌باز)
یانگ وی (انگلیسی: Yang Wei؛ زادهٔ ۱۳ ژانویهٔ ۱۹۷۹) بدمینتون‌باز اهل چین است.